# NGC 525
NGC 525 је лентикуларна галаксија у сазвежђу Рибе која се налази на NGC листи објеката дубоког неба.
Деклинација објекта је + 9° 42' 14" а ректасцензија 1h 24m 52,8s. Привидна величина (магнитуда) објекта NGC 525 износи 13,3 а фотографска магнитуда 14,3. NGC 525 је још познат и под ознакама UGC 972, MCG 1-4-54, CGCG 411-53, NPM1G +09.0040, PGC 5232.